# المشاعر المعادية للاجئين السوريين في تركيا
المشاعر المعادية للسوريين هي نهج تمييزي وعنصري يغذيها الخوف والكراهية وانعدام الأمن والعداء والإذلال ومشاعر مماثلة تجاه السوريين في تركيا. مع اندلاع الحرب الأهلية السورية عام 2011، يتعرض السوريون الذين قدموا إلى تركيا للتمييز في العديد من المجالات. وفقًا للباحث شيناي أوزدن (Şenay Özden)، ازدادت المواقف والخطابات العنصرية تجاه السوريين في تركيا مع الاعتقاد بأن اللاجئين السوريين دائمين في تركيا. ذكر 92٪ من السوريين المقيمين في تركيا أنهم يتعرضون للتمييز.